# Ruta Provincial 27 (La Pampa)
La Ruta Provincial 27 es una carretera de Argentina en el oeste de la provincia de La Pampa. Su recorrido total es de 79 km completamente de tierra natural en mal estado.

## Recorrido
Tiene como extremo norte al límite con la Provincia de Mendoza. Desde allí hasta la Ruta Provincial 10 tiene escasísimo tránsito, al no haber poblaciones en su traza.
Es un importante acceso a la localidad de La Humada. Finaliza en la Ruta Provincial 14.